# Santa Clara de Olimar
Santa Clara de Olimar és una localitat de l'Uruguai ubicada al nord-oest del departament de Treinta y Tres, limítrof amb Cerro Largo. Té una població aproximada de 2.450 habitants, i un nucli poblacional de 7.900, segons dades del cens del 2004.
Es troba a 286 metres sobre el nivell del mar, essent la ciutat més alta del departament.
| 1963  | 1975  | 1985  | 1996  | 2004    |
| ----- | ----- | ----- | ----- | ------- |
| 2.719 | 2.829 | 2.425 | 2.459 | {{{5}}} |